# Delphin Enjolras

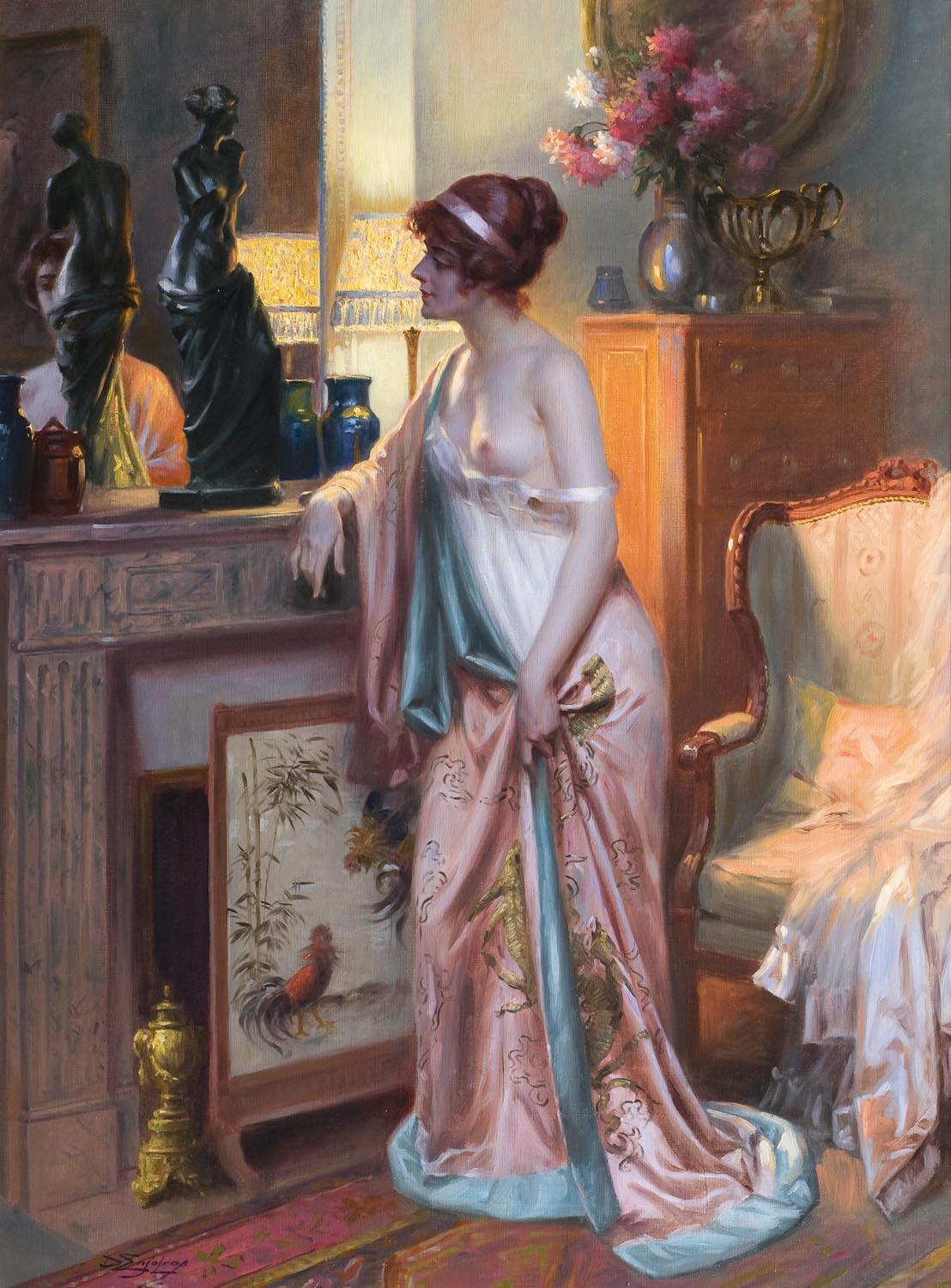
Le kimono japonais

Delphin Enjolras (* 13. Mai 1857 in Courcouron, Ardèche; † 1945) war ein französischer Maler. 

## Leben
Delphin Enjolras studierte an der École de décoration de la Ville de Paris unter Gaston Gerard. Später wurde er zusammen mit Pascal Adolphe Dagnan-Bouveret Schüler von Jean-Léon Gérôme und Gustave Claude Etienne Courtois an der École des Beaux-Arts in Paris. Im Jahre 1889 debütierte Enjolras an der Société des Artistes Français und spezialisierte sich auf die Landschaftsmalerei. Im Jahr 1890 fand Enjolras erste Ausstellung im Salon de Paris statt, an dem er sich in der Folge regelmäßig beteiligte. In dieser Zeit eröffnete er sein erstes Atelier in Paris. Anfang des 20. Jahrhunderts veränderte Enjolras sein Genre, indem er sich vor allem auf die Porträtmalerei eleganter junger Frauen konzentrierte. 
Delphin Enjolras Werke sind unter anderem im Musée du Puy und Musée d’Avignon zu sehen.